# Port lotniczy Dera Ghazi Khan
Port lotniczy Dera Ghazi Khan (IATA: DEA, ICAO: OPDG) – międzynarodowy port lotniczy położony w mieście Dera Ghazi Khan, w prowincji Pendżab, w Pakistanie.